# ذباب الحجر ذو الأجنحة الملفوفة
ذباب الحجر ذو الأجنحة الملفوفة أو ذباب إبري أو فصيلة لوكتريدي (الاسم العلمي: Leuctridae)، هي فصيلة حشرات من رتبة مطويات الأجنحة. تحتوي الفصيلة على 390 نوعًا على الأقل.